# Cubo de Necker

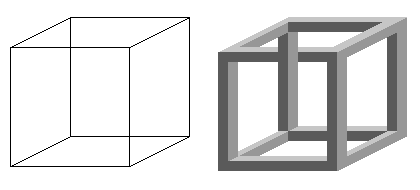
El cubo de Necker es el de la izquierda, cubo imposible a la derecha.

Este es un ejemplo de dos cubos de Necker idénticos; el de la izquierda muestra un objeto intermedio (barra azul) yendo hacia abajo desde la parte superior, mientras que el de la derecha muestra el objeto entrando hacia arriba desde abajo, que muestra cómo la imagen puede cambiar su perspectiva simplemente cambiando qué cara (frontal o posterior) aparece detrás del objeto que interviene.

El cubo de Necker es una ilusión óptica publicada por primera vez en 1832 por el cristalógrafo suizo Louis Albert Necker. Es un sencillo dibujo de un cubo con trazos lineales, sin indicaciones visuales sobre su orientación, por lo que se puede interpretar que tiene ya sea el lado superior derecho o el lado inferior izquierdo como su lado frontal. 
Este efecto es interesante porque cada parte de la imagen es ambigua por sí misma, hasta que el sistema perceptivo visual selecciona una de las dos interpretaciones posibles. 
El cubo de Necker se utiliza en estudios de percepción visual humana.